# Копа Америка сентенарио
Копа Америка 2016.  или Копа Америка сентенарио (шп. Copa América Centenario) било је четрдесет пето издање овог такмичења у организацији Конмебола. Првенство се одржало у САД, од 3. до 26. јуна 2016. године. Такмичење је представљало прославу стогодишњице Конмебола и Kопа Америке. Било је то прво издање Копа Америке у коме је домаћин био изван Јужне Америке.
Називи турнира су различити због обележавања стогодишњице и то су La Copa América Centenario Estados Unidos 2016 такође познат као Copa América Centenario, Copa América Centenario 2016, Copa América del Centenario, Copa Centenario,
Турнир је био комеморативна верзија Копа Америка (по некима не и 45. издање). Одржано је као део споразума између Конмебола (Јужноамеричке фудбалске конфедерације) и Конкакаф-а  (Фудбалске конфедерације за Северну и Централну Америку и Карибе) као посебно издање између уобичајеног четворогодишњег циклуса и представљало је проширено издање шеснаест тимова (повећање у односу на уобичајених дванаест), са свих десет тимова из Конмебола и шест тимова из Конкакафа. Упркос томе што је турнир званична итерација Копа Америка, победник неће добити позив за Куп конфедерација ФИФА 2017. због комеморативне природе турнира, иако се коначни победник Чиле већ квалификовао због победе 2015. године.
Чиле је постао четврта нација која је освојила најмање две узастопне титуле на Конмебол турнирима, после Уругваја, Аргентине и Бразила. Аргентина је у међувремену изгубила треће узастопно финале на великом турниру, након пораза од Немачке на Светском првенству 2014. и Чилеа на Копа Америка 2015. године. Узимајући у обзир губитке Аргентине против Бразила (Копа Америка 2004., Копа Америка 2007. и ФИФА Куп Конфедерација 2005) и Данске (Куп Кинг Фахд 1995), ово је било седмо изгубљено финале Аргентине од њиховог последњег тријумфа на Копа Америка 1993.

## Учесници
На званичној објави турнира, Конмебол и Конкакаф су потврдили да ће се свих десет чланова Конмебола учествовати и бити употпуњени са шест репрезентација из Конкакафа. Сједињене Државе и Мексико аутоматски су се квалификовали. Остала четири места додељена су Костарики, прваку Централноамеричке фудбалске уније освајањем Копа Центроамерикане 2014, Јамајке, шампионима Карипске фудбалске уније освајањем Купа Кариба 2014, и Хаитију и Панами, два победника плеј-офа међу четири најбоља играча на златном купу КОНКАКАФ-а 2015. још нису квалификовани.
| Конмебол (10 тимова)                                                                                                   | Конкакаф (6 тимова) |
| --- | --- |
| - Аргентина - Боливија - Бразил - Чиле (бранилац титуле) - Колумбија - Еквадор - Парагвај - Перу - Уругвај - Венецуела | - Сједињене Државе (домачин) - Мексико (аутоматски квалификован) - Костарика (победник Централноамеричког купа) - Јамајка (победник Купа Кариба) - Хаити (победник квалификација) - Панама (победник квалификација) |

## Градови домаћини и стадиони
Десет градова и десет стадиона су угостили репрезентације учеснице Јужноамеричког купа 2016. године.
Дана 8. јануара 2015, Конкакаф и Конмебол су објавили списак од 24 градска подручја у САД која су показала интересовање за домаћинство утакмица.
Стадиони су изабрани надметањем, морали су да имају минимални капацитет да приме 50.000 гледалаца. Коначни списак места, за који се очекивало да ће бити између 8 и 13, требало је да буде објављен у мају 2015. Међутим, списак није објављен и појавиле су се спекулације о томе да ли ће турнир успети да напредује. Интерполово црвено обавештење је било издато јер се сумњало да су бивши председници конфедерација Конмебола и Конкакафа повезани са случајем корупције ФИФА-е 2015. године, укључујући наводе да су примили значајно мито у вези са уговором о емитовању догађаја вредном 112,5 милиона долара. Међутим, званичници ЦОНМЕБОЛ -а изразили су жељу да наставе са догађајем упркос скандалу.
Дана 19. новембра 2015. године, десет места одабраних за турнир објавили су Конкакаф, Конмебол и Америчка фудбалска федерација.
| Пасадена (Подручје Лос Анђелеса) | Ист Радерфорд (Подручје Њујорка)                                                      | Хјустон                                                                               | Филаделфија                          |
| -------------------------------- | ------------------------------------------------------------------------------------- | ------------------------------------------------------------------------------------- | ------------------------------------ |
| Роуз боул                        | Стадион МетЛајф                                                                       | Стадион НРГ                                                                           | Стадион Линколн фајнаншиал филд      |
| Капацитет: 92.542                | Капацитет: 82.566                                                                     | Капацитет: 71.000                                                                     | Капацитет: 69.176                    |
|                                  |                                                                                       |                                                                                       |                                      |
| Фоксборо (Подручје Бостона)      | ПасаденаГлендејлОрландоХјустонСијетлЧикагоСанта КлараФиладелфијаИст РадерфордФоксборо | ПасаденаГлендејлОрландоХјустонСијетлЧикагоСанта КлараФиладелфијаИст РадерфордФоксборо | Санта Клара (Подручје Сан Франциска) |
| Стадион Ђилет                    | ПасаденаГлендејлОрландоХјустонСијетлЧикагоСанта КлараФиладелфијаИст РадерфордФоксборо | ПасаденаГлендејлОрландоХјустонСијетлЧикагоСанта КлараФиладелфијаИст РадерфордФоксборо | Стадион Ливајс                       |
| Капацитет: 68.756                | ПасаденаГлендејлОрландоХјустонСијетлЧикагоСанта КлараФиладелфијаИст РадерфордФоксборо | ПасаденаГлендејлОрландоХјустонСијетлЧикагоСанта КлараФиладелфијаИст РадерфордФоксборо | Капацитет: 68.500                    |
|                                  | ПасаденаГлендејлОрландоХјустонСијетлЧикагоСанта КлараФиладелфијаИст РадерфордФоксборо | ПасаденаГлендејлОрландоХјустонСијетлЧикагоСанта КлараФиладелфијаИст РадерфордФоксборо |                                      |
| Сијетл                           | Чикаго                                                                                | Глендејл (Подручје Финикса)                                                           | Орландо                              |
| Стадион Лумен филд               | Стадион Солџер филд                                                                   | Стадион Јуниверзити оф Финикс                                                         | Стадион Кемпинг ворлд                |
| Капацитет: 67.000                | Капацитет: 63.500                                                                     | Капацитет: 63.400                                                                     | Капацитет: 60.219                    |
|                                  |                                                                                       |                                                                                       |                                      |

## Распоред репрезентација
Носиоци група и распоред утакмица објављени су 17. децембра 2015. Сједињене Америчке Државе (група А) су носиле титулу домаћина, док је Аргентина (група Д) носила титулу најбољег тима ФИФА-е у КОНМЕБОЛ региону током децембра 2015. Према подацима Сокер јунајтед маркетинг-а, Бразил (група Б) и Мексико (група Ц) били су постављени јер су били „најодликованије нације у последњих 100 година на међународним такмичењима из својих конфедерација“. Међутим, било је критика због тога што није укључен Уругвај, који је освојио два светска купа и који је био лидер Копа Америка такмичења са 15 освојених тителаа, или Чиле, који је био бранилац титуле првака Копа Америка.
Жреб је одржан 21. фебруара 2016. у 19:30 ЕСТ, у дворани Хамерстајн у Њујорку. Тимови су подељени према ФИФА−иној ранг листи од децембра 2015.
| Шешир 1                                                                     | Шешир 2                                                | Шешир 3                                                  | Шешир 4                                                    |
| --------------------------------------------------------------------------- | ------------------------------------------------------ | -------------------------------------------------------- | ---------------------------------------------------------- |
| Аргентина (1) · Бразил (6) · Мексико (22) · Сједињене Државе (32) (домаћин) | Чиле (3) · Колумбија (8) · Уругвај (11) · Еквадор (13) | Костарика (37) · Јамајка (54) · Панама (64) · Хаити (77) | Парагвај (46) · Перу (47) · Боливија (68) · Венецуела (83) |

Сваки од четири шешира је имао по четири репрезентације, по један из сваке групе, како следи :
| Шешир 1 | А1 | Б1 | Ц1 | Д1 |
| Шешир 2 | А1 | Б1 | Ц1 | Д1 |
| Шешир 3 | А1 | Б1 | Ц1 | Д1 |
| Шешир 4 | А1 | Б1 | Ц1 | Д1 |

## Први круг − групна фаза
Све сатнице су EDT (UTC−4). Две најбољеплсиранае репрезентације из сваке од четири групе иду у шетвртфинале.

### Бодовање
Поредак сваког тима у свакој групи одређен је на следећи начин :
1. Највећи број бодова постигнут у свим утакмицама група
2. Разлика у головима у свим утакмицама група
3. Највећи број постигнутих голова у свим утакмицама групе
4. Да су два или више тимова једнака на основу горња три критеријума, њихово рангирање би се даље утврдило на следећи начин:
  1. Највећи број бодова постигнут у утакмицама група између дотичних тимова
  2. Разлика у головима настала као резултат групних утакмица између дотичних тимова
  3. Већи број постигнутих голова у свим утакмицама групе између дотичних тимова
  4. Жреб

### Група А
| Репрезентација   | И | Д | Н | И | ДГ | ПГ | ГР | Бод. |
| ---------------- | - | - | - | - | -- | -- | -- | ---- |
| Сједињене Државе | 6 | 3 | 2 | 0 | 1  | 5  | 2  | 3    |
| Колумбија        | 6 | 3 | 2 | 0 | 1  | 6  | 4  | 2    |
| Костарика        | 4 | 3 | 1 | 1 | 1  | 3  | 6  | –3   |
| Парагвај         | 1 | 3 | 0 | 1 | 2  | 1  | 3  | –2   |